# Rubén Herráiz Alcaraz
Rubén Herráiz Alcaraz (Barcelona, España, 13 de enero de 1993), más conocido como Rufo, es un futbolista español que juega como delantero en el F. C. Santa Coloma de la Primera División de Andorra.

## Trayectoria
Comenzó su aventura en el R. C. D. Espanyol en la categoría alevín de primer año, con Lluís Planagumà como entrenador. Tras su paso por el Málaga C. F., donde estuvo durante tres temporadas, se reincorporó de nuevo a la disciplina blanquiazul en 2015.
En 2018 se marchó a jugar a las filas del Sandefjord Fotball noruego. Con este equipo disputó 65 partidos y anotó 19 goles, marchándose en febrero de 2021 al Aalborg BK. Firmó un contrato hasta junio de 2022 y se reencontró con Martí Cifuentes, entonces entrenador del equipo y que ya lo había dirigido en Noruega.
El 20 de agosto de 2022 regresó al Sandefjord Fotball hasta final de año. Dejó el club al término de su contrato y el 18 de febrero firmó por la U. D. Logroñés para lo que quedaba de temporada. La siguiente se fue a Andorra para jugar en el F. C. Santa Coloma.

## Clubes
| Club                  | País      | Año       |
| --------------------- | --------- | --------- |
| Atlético Malagueño    | España    | 2012-2015 |
| R. C. D. Espanyol "B" | España    | 2015-2017 |
| R. C. D. Mallorca     | España    | 2017-2018 |
| C. F. Badalona        | España    | 2018      |
| Sandefjord            | Noruega   | 2018-2020 |
| Aalborg BK            | Dinamarca | 2021-2022 |
| Sandefjord            | Noruega   | 2022      |
| U. D. Logroñés        | España    | 2023      |
| F. C. Santa Coloma    | Andorra   | 2023-     |